# Důvěřuj, ale prověřuj
Důvěřuj, ale prověřuj (v anglickém originále Trust but Clarify) je 5. díl 28. řady (celkem 601.) amerického animovaného seriálu Simpsonovi. Scénář napsal Harry Shearer a díl režíroval Michael Polcino. V USA měl premiéru dne 23. října 2016 na stanici Fox Broadcasting Company a v Česku byl poprvé vysílán 1. dubna 2017 na stanici Prima Cool.

## Děj
Děda tráví čas s dalšími válečnými veterány v baru, a sledují pořad Půlnoční noční show s Jimmy Jimmym, jehož hostem je Kent Brockman. V pořadu začne Kent vyprávět válečné historky, které jiný veterán v baru označí za nepravdivé. V důsledku toho se Kent omluví za všechny smyšlené příběhy, které ve vysílání vyprávěl. Je za to vyhozen a nahrazen Arniem Pyem.
Šáša Krusty mezitím představí nový výrobek: Krustybůrky, cukrovinku, o které si i Krusty myslí, že je dobrá. Líza však brzy zjistí, že bonbóny jsou extrémně návykové a způsobují mravenčení, a tak se spojí s Bartem, aby zjistila proč. Podaří se jim vloupat do jedné z Krustyho továren, ukrást vzorky z výroby a přinést je profesoru Frinkovi, který zjistí, že obsahuje formaldehyd.
Líza se pokusí reportáž odvysílat na Kanálu 6, ale ten ji odmítne odvysílat. Kent je v depresi, protože se mu nedaří najít novou práci, a uvažuje o sebevraždě. Líza ho požádá, aby odvysílal reportáž o Krustybůrkách. Kent se zpočátku staví k situaci odmítavě, ale nakonec reportáž pojme jako příležitost k návratu, a tak s Lízou natočí Krustyho přiznání, že jeho výrobek byl špatný, a podaří se mu získat práci zpět a Kent připíše zásluhy Líze.
Homer závidí, protože Tibor, kterému je sotva rozumět, dostal kancelář v rohu a stal se viceprezidentem, a tak mu jeho ambice poradí, aby se lépe oblékal, a měl tak vyšší šanci na povýšení. Homer požádá Marge o pomoc a koupí mu oblek. Druhý den jde Homer do kanceláře pana Burnse a uvádí mu důvody, proč by měl být povýšen, ale nepodaří se mu to. Homerova ambice je v jeho hlavě nakonec poražena jinými vlastnostmi, a rozhodne se jít k Vočkovi.

## Přijetí

### Sledovanost
Díl Důvěřuj, ale prověřuj dosáhl ratingu 1,5 a sledovalo jej 3,36 milionu diváků, čímž se stal nejsledovanějším pořadem stanice Fox Broadcasting Company toho večera.

### Kritika
Dennis Perkins z webu The A.V. Club udělil epizodě známku B− a uvedl, že nakonec se jedná o celkem zapomenutelný díl. „Rád bych řekl, že Důvěřuj, ale prověřuj je zjevení. Nebo nějaké prohlášení o tom, jak skvělý může být seriál od Shearera. Místo toho je to však slušná epizoda Simpsonových, nic víc.“
Kritik webu Den of Geek, Tony Sokol, ohodnotil díl čtyřmi hvězdičkami z pěti a uvedl, že se vše hýbe různými směry, ale ve výsledku se nic podstatného nezmění. Epizoda je svěží, neboť se drží nejstarších vzorců, pokračoval. Kritizoval novou animaci, ve které je podle něj stále příliš mnoho lesku, která utlumuje jak scény, tak pointy.